# Rick Derringer
Rick Derringer, född som Richard Dean Zehringer den 5 augusti 1947 i Celina, Ohio (men uppväxt i Fort Recovery i Mercer County, Ohio), död 26 maj 2025 i Ormond Beach, Florida, var en amerikansk rockgitarrist, sångare, låtskrivare och musikproducent. Han är mest känd för låtarna "Rock and Roll, Hoochie Koo" (som finns med i filmen Dazed and Confused från 1993) och "Real American". Han inledde sin karriär i bandet The McCoys, som hade en hit med låten "Hang on Sloopy" i mitten av 1960-talet. Under 1970-talet spelade han på flera av Johnny Winters album. Derringer producerade "Weird Al" Yankovics fem första studioalbum.

## Diskografi

### Studioalbum
- 1973 – All American Boy
- 1975 – Spring Fever
- 1976 – Derringer
- 1977 – Sweet Evil
- 1978 – If I Weren't So Romantic, I'd Shoot You
- 1979 – Guitars and Women (återutgivet 1998)
- 1980 – Face to Face
- 1983 – Good Dirty Fun
- 1993 – Back to the Blues
- 1994 – Electra Blues
- 1997 – Tend the Fire
- 1998 – Blues Deluxe
- 2000 – Jackhammer Blues
- 2002 – Free Ride
- 2007 – Rockin' American
- 2009 – Knighted by the Blues

### Livealbum
- 1977 – Derringer Live
- 1977 – Live in Cleveland
- 1998 – King Biscuit Flower Hour
- 1998 – Live in Japan

### MedEdgar Winter
- 1998 – Rick Derringer & Friends

### Med Edgar Winter,Ian Hunter,Dr. John,Lorna Luft,Hall & Oates
- 2006 – Live at Cheney Hall
- 2010 – Rock Spectacular: Live at the Ritz 1982

### Samlingsalbum
- 1996 – Required Rocking
- 1996 – Rock and Roll Hoochie Koo: The Best of Rick Derringer
- 2006 – Collection: The Blues Bureau Years
- 2010 – The Three Kings of the Blues
- 2017 – Joy Ride: Solo Albums 1973–1980'
- 2017 – Complete Blue Sky Albums: 1976–1978

### Som gästartist
Med Cindy Lauper
- 1986 – True Colors
- 1989 – A Night to Remember

Med Steely Dan
- 1973 – Countdown to Ecstasy
- 1975 – Katy Lied
- 1980 – Gaucho

Med Edgar Winter
- 1971 – Edgar Winter's White Trash
- 1972 – Roadwork
- 1972 – They Only Come Out at Night
- 1974 – Shock Treatment
- 1975 – Jasmine Nightdreams
- 1975 – The Edgar Winter Group With Rick Derringer
- 1990 – The Edgar Winter Group with Rick Derringer – Live In Japan
- 2009 – Winter Blues

Med Johnny Winter
- 1970 – Johnny Winter And
- 1971 – Live Johnny Winter And
- 1973 – Still Alive and Well
- 1974 – Saints & Sinners
- 2017 – Joy Ride: Solo Albums 1973–1980'
- 1974 – John Dawson Winter III

Med andra
- Jon Anderson – 1000 Hands: Chapter One (Blue Elan Records, 2019)
- Joe Bonamassa – A New Day Yesterday (550 Records, 2000)
- Alice Cooper – Killer (Warner Bros. Records, 1971)
- Donald Fagen – The Nightfly (Warner Bros. Records, 1982)
- Dan Hartman – Images (Blue Sky, 1976)
- Richie Havens – Alarm Clock (Stormy Forest/MGM Records, 1970)
- Richie Havens – Connections (Elektra Records, 1980)
- Grayson Hugh – Blind to Reason (MCA Records, 1988)
- Thomas Jefferson Kaye –  Thomas Jefferson Kaye (Dunhill Records, 1973)
- Thomas Jefferson Kaye – First Gade (ABC Records, 1974)
- Kiss – Lick It Up (Mercury Records, 1983) – gitarrsolo på låten "Exciter"
- Bette Midler – Songs for the New Depression (Atlantic Records, 1976)
- Neil Sedaka – Come See About Me (MCA Records, 1984)
- Barbra Streisand – Emotion (Columbia Records, 1984)
- Bonnie Tyler – Faster Than the Speed of Night (Columbia Records, 1983)
- Rosie Vela – Zazu (A&M Records, 1986)
- "Weird Al" Yankovic – "Weird Al" Yankovic in 3-D (Scotti Brothers Records, 1984)